# Grkinja
Grkinja (cyr. Гркиња) – wieś w Serbii, w okręgu niszawskim, w gminie Gadžin Han. W 2011 roku liczyła 648 mieszkańców.